# У справах служби
«У справах служби» (рос. По делам службы) — оповідання А. П. Чехова, вперше опубліковане у 1899 році.

## Сюжет
В оповіданні «У справах служби» події відбуваються в селі Сирня і в садибі Тауніца. До села Сирня приїжджають молодий судовий слідчий Лижин і повітовий лікар Старченко. Тут без видимої причини застрелився страховий агент Лісницький. Лікар і слідчий зупинилися у земській хаті, в якій застрелився агент, там же знаходився труп Лісницького. Ночували приїжджі в сусідній кімнаті. У розмові вони намагалися з'ясувати причину самогубства. Слідчий розсудив так: «… яка різниця між колишніми й теперішніми самогубствами. Колишня так звана порядна людина стрілялася тому, що розтратила казенні гроші, а теперішня — життя набридло, туга… Що краще?».
Доктор Старенко вирішив з'їздити до фон Тауніца, що живе в трьох верстах від Сирні. Лижин залишився в хаті із соцьким Конським. У розмові слідчого із соцьким той розповідає йому про своє життя, про те як він постраждав від шахрайських дій писаря Хрисанфа Григор'єва.
Намагаючись заснути, слідчий міркував: «Батьківщина, справжня Росія — це Москва, Петербург, а тут провінція, колонія; коли мрієш про те, щоб відігравати роль, бути популярним, бути, наприклад, слідчим з особливо важливих справ або прокурором окружного суду, бути світським левом, то думаєш неодмінно про Москву. Якщо жити, то в Москві, тут же нічого не хочеться, легко миришся зі своєю незаметною роллю і тільки чекаєш від одного життя — швидше б піти, піти».
Заснути йому не дали, довелося в негоду з доктором їхати до Тауніца. У Тауніца вони їли, пили, розважалися. Тим же займалися і на наступний день, так як через негоду виїхати до Сирні не було можливості. Повернулися вони через день, коли Лошадін вже вирішив, що вони повернулися в місто.

## Цікаві факти
Сюжет оповідання про самогубця-неврастеніка складався у Чехова поступово. У лютому 1888 року він описав у листі до Д. В. Григоровича причини, які, на його думку, штовхають на самогубства російських юнаків: «…величезна рівнина, суворий клімат, сірий, суворий народ зі своєю важкою, холодною історією, татарщина, чиновництво, бідність, невігластво, вогкість столиць, слов'янська апатія та ін.».
Чехов послав оповідання в редакцію газети «Недѣля» 26 листопада 1998 року. Вперше опубліковане воно був у січні 1899 року у випуску «Книжки тижня», літературному додатку до газети. З деякими незначними змінами Чехов включив твір у дев'ятий том першого видання зібрання творів А. П. Чехова, опублікованого Адольфом Марксом у 1899—1901 рр..
За життя А. П. Чехова оповідання перекладалося сербськохорватською і чеською мовами.
Оповідання отримало схвалення російського письменника Івана Горбунов-Посадова, який у листі від 24 січня 1899 року повідомив самого автора і Льва Толстого про свої захоплене враження. Михайло Меньшиков, співробітник газети «Недѣля», також висловив своє захоплення з приводу оповідання.